# Kavernenkraftwerk Säckingen
Das Kavernenkraftwerk Säckingen ist ein Pumpspeicherkraftwerk der Schluchseewerk AG mit 360 MW Generator- und 300 MW Pumpleistung in Bad Säckingen. Es befindet sich in einer Kaverne von 161 Meter Länge, 23 Meter Breite und 33,6 Meter Höhe, die über einen 1,5 Kilometer langen Zufahrtstunnel zu erreichen ist.

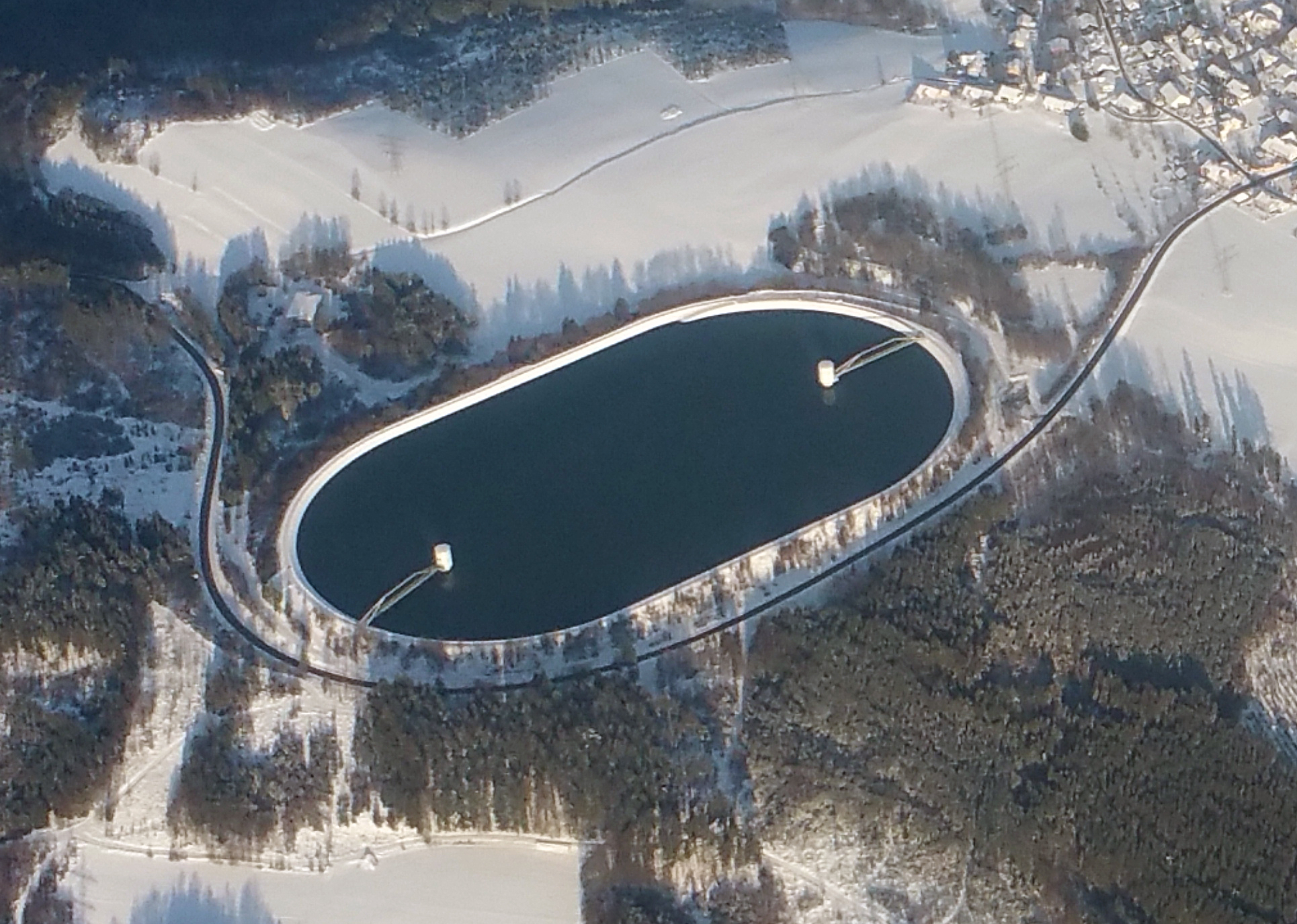
Luftbild des Eggbergbeckens

Als Oberbecken dient das Eggbergbecken, als Unterbecken fungiert der Rhein. Der senkrechte Druckschacht hat eine Länge von 400 Metern und 4,3 Meter Durchmesser. Über den Unterwasserstollen mit 2 Kilometer Länge und 5,5 Meter Durchmesser besteht eine Verbindung zum Rhein. Die im Generatorbetrieb bereitgestellte bzw. im Pumpbetrieb benötigte elektrische Energie wird mit einer Nennspannung von 235 kV über Öldruckkabel in einem Kabelstollen und eine anschließende 3 km lange Freileitung zum bzw. vom Umspannwerk Kühmoos transportiert.  Die Schaltanlage befindet sich am Übergang zwischen Kabel und Freileitung bei 47° 34′ 19″ N, 7° 57′ 26″ O.
Etwa 18 % der eingespeisten Leistung stammen aus natürlichen Zuflüssen, die über Bachfassungen und einen Stollen in das Oberbecken gelangen. Das Rheinkraftwerk Säckingen und das Kraftwerk Ryburg-Schwörstadt regulieren den unstetigen Wasserfluss durch das Pumpspeicherkraftwerk mit ihren Staubecken nach.

## Technische Besonderheiten
- Das Kraftwerk war zur Zeit seiner Erbauung das erste deutsche Pumpspeicherwerk in Kavernenbauweise und nach dem 1964 in Betrieb gegangenen Pumpspeicherwerk Vianden das zweite in Europa.
- Im Pumpbetrieb wird die Turbine per Überholkupplung entkoppelt, dadurch wird der Wirkungsgrad erhöht und die Umschaltzeit verkürzt.
- Drei Speicherpumpen in back-to-back-Bauweise (92 % Wirkungsgrad)
- jeweils eine Drosselklappe pro Maschine